# Johannes de Doperkerk (Engerhafe)
De Johannes de Doperkerk (Kirche Johannes der Täufer) is een luthers kerkgebouw in Engerhafe, een Ortsteil van de Oost-Friese gemeente Südbrookmerland (Nedersaksen). Het kerkgebouw droeg oorspronkelijk het patrocinium van Sint-Jan de Doper en bleef de naam ook na de reformatie houden. Het tussen het jaar 1250 en 1280 gebouwde godshuis vormt met de middeleeuwse pastorie één architectonisch geheel.

## Bouwgeschiedenis

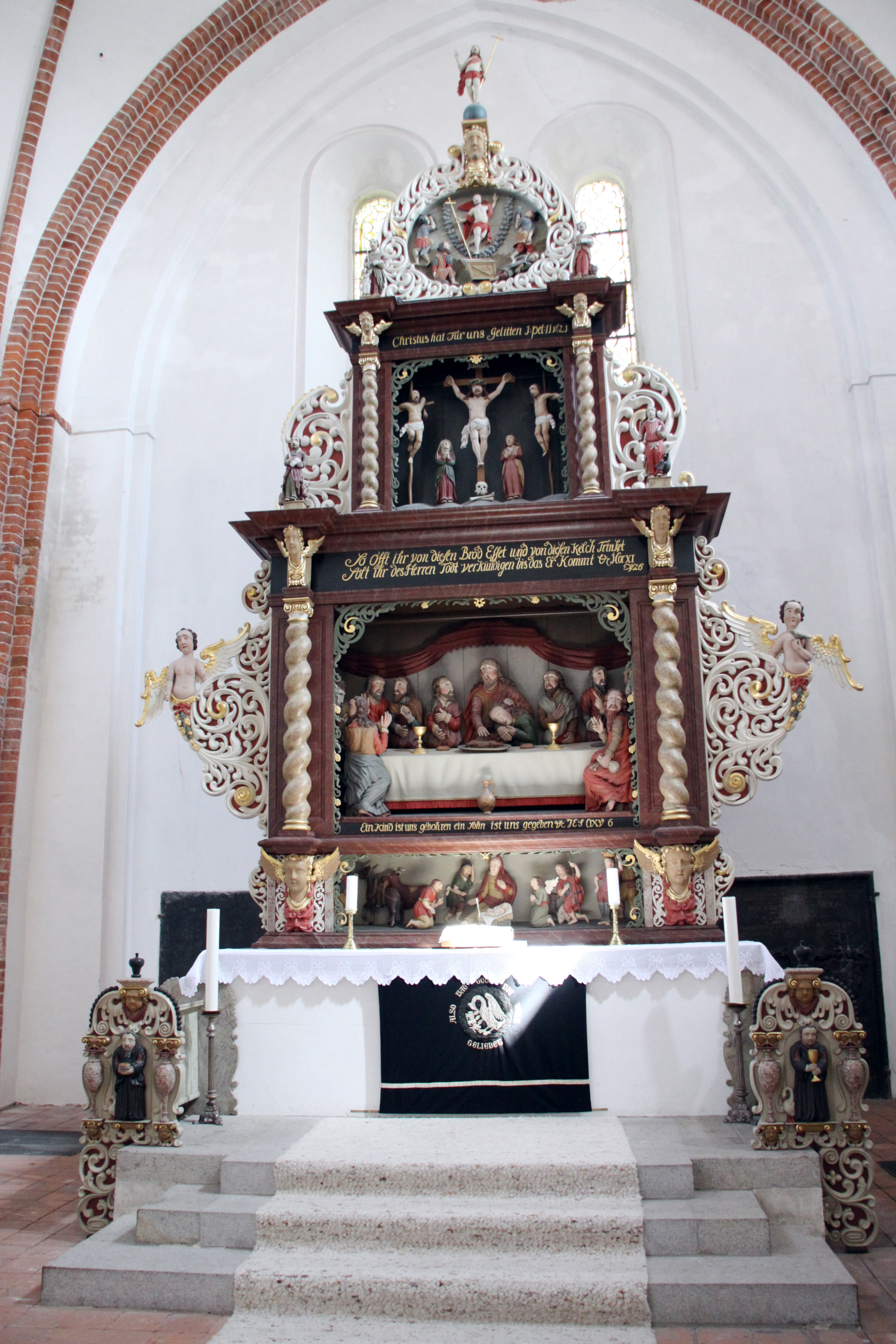
Altaar

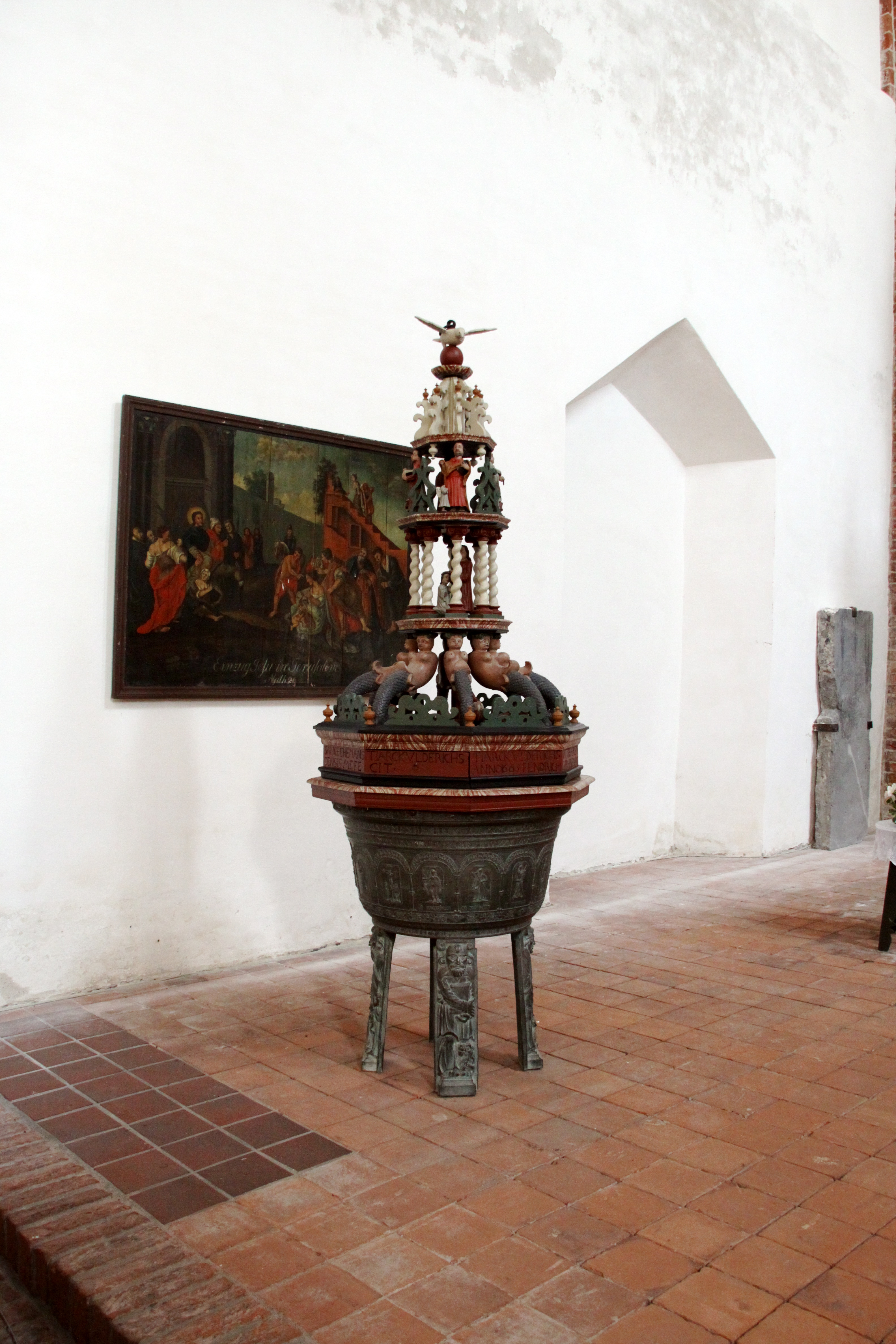
Doopvont

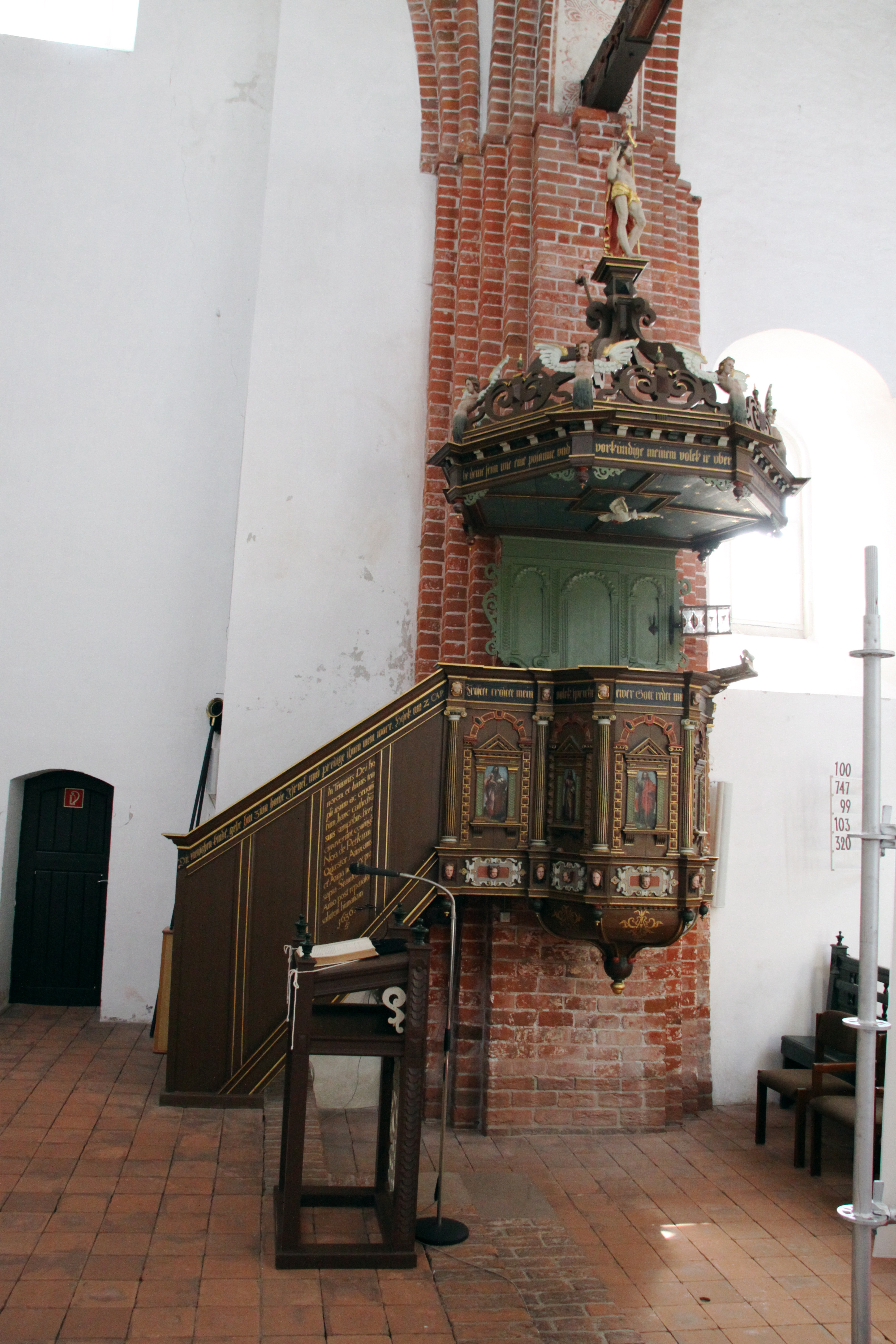
Engerhafe Kanzel

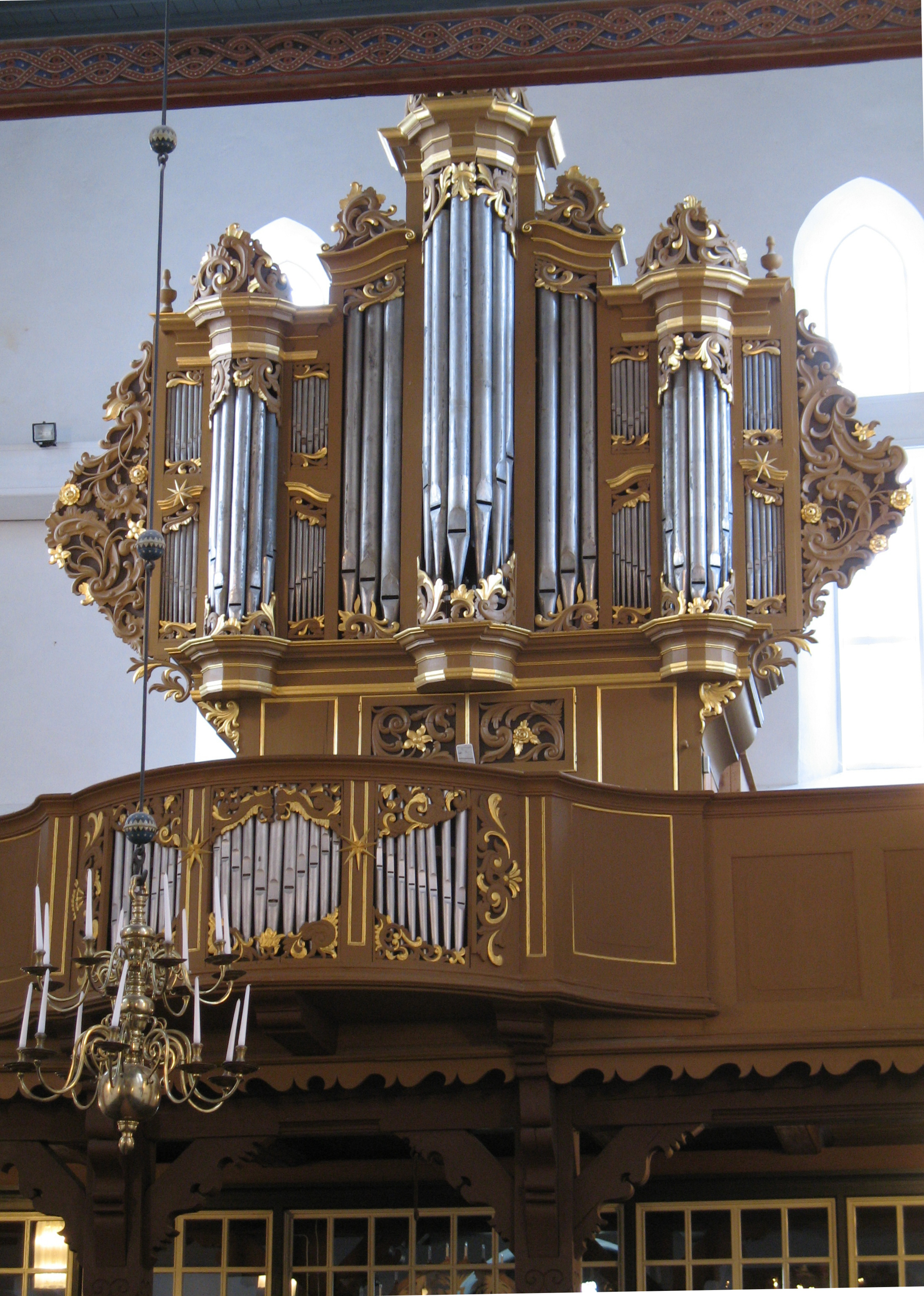
Orgel

De in twee bouwfasen op een warft gebouwde kerk werd vermoedelijk door de Oost-Friese hoofdeling Tom Brok gesticht. Tussen 1230 en 1250 werden een apsis en de beide oostelijke traveeën gebouwd, waaraan in de periode 1260-1270 drie westelijke traveeën werden toegevoegd. Mogelijk stond de Marienhafer kerk bij deze gefaseerde bouw model, die ongeveer tezelfdertijd werd opgericht. Zo zijn de oostelijke traveeën eenduidig op de eenvoudige, verloren gegane oostelijke delen van de kerk in Marienhafe terug te voeren, terwijl de westelijke traveeën van Engerhafe op het voorbeeld van het rijkere schip van de Marienhafer kerk teruggaan.
Oorspronkelijk was de kerk met rond 60 meter lengte bijna twee keer zo lang als de huidige bouw.
Al rond 1750 bestonden er grote problemen met de oostelijke muur, mogelijk ten gevolge van de Kerstvloed van 1717, die grote delen van het kustgebied van het Nederland, Duitsland en Scandinavië trof en ook Oost-Friesland onder water zette, de grond van de terpen verweekte en instabiel maakte. Men zag de schade aan de kerk kennelijk op tijd aankomen, want de gehele inventaris werd nog voor de instorting geborgen. Om de problemen het hoofd te bieden werd de apsis afgebroken en het stenen gewelf van het meest oostelijke travee verwijderd en vervangen door een houten tongewelf. In 1806 werd de kerk in het westen met nog eens een travee verkort. Maar het voortdurende verval dwong de gemeente tot meer maatregelen. Er werd zelfs overwogen om de hele kerk maar af te breken. In 1908 viel ten slotte het besluit om het oostelijke travee te slopen en een kruisribgewelf in het nu meest oostelijke travee in te bouwen. De zuidelijke muur werd versterkt door er een sacristie tegen aan te bouwen.

## Beschrijving

#### Exterieur
Oorspronkelijk had de kerk een lengte van 61 meter. Het eenschepige, hoog oprijzende gebouw bestaat uit het restant van twee bouwfasen. Het oudere oostelijke deel is romaans, terwijl het westelijke deel in gotische stijl werd opgetrokken. In het oostelijke deel bevinden zich aan beide kanten twee laaggelegen ronde ramen. Op deze plaats zaten vroeger aan de muur halsijzers bevestigd. Aan het oostelijke einde van de zuidelijke muur bevinden zich rondboognissen met diepgelegen smalle spitsboogramen.

#### Interieur
De kerk was ooit een zaalkerk van vijf overwelfde traveeën lang met een apsis. Wegens bouwvalligheid werden de gewelven in de 16e of 17e eeuw uitgebroken en vervangen door een houten plafond. Slechts boven de altaarruimte bleef het gewelf bewaard.

#### Klokkentoren
De klokkentoren van het parallelmuurtype staat op circa 30 meter afstand van de kerk en is lager dan de kerk zelf. Het bouwwerk heeft twee tot vier meter dikke muren en werd in de 13e eeuw gebouwd. In de loop van de eeuwen begon de toren steeds meer naar het noorden te hellen, waardoor het noodzakelijk werd de onderste bogen dicht te metselen. Het is onbekend wanneer Engerhafe voor het eerst klokken kreeg. Tot in de 19e eeuw hingen er twee klokken uit de 16e respectievelijk 17e eeuw. De huidige klokken stammen uit 1775 en 1875.

## Interieur

#### Altaar
Het altaar van de kerk werd in het atelier van de houtsnijder Hinrich Cröpelin uit Esens gebouwd. Op de predella wordt de geboorte van Jezus en in het hoofdveld het Avondmaal getoond. Daarna volgen de Kruisiging en de Opstanding. Het altaar wordt bekroond met een voorstelling van de triomferende Christus.

#### Kansel
De kansel wordt op het jaar 1636 gedateerd en werd in de stijl van het maniërisme gebouwd. Onduidelijk is wie de kansel maakte, maar de kansel en het klankbord getuigen van een dermate hoge kwaliteit, dat een lokale bouwer wordt uitgesloten. Vermoed wordt dat een beeldhouwer uit de Nederlanden het meubelstuk maakte, die zich door Italiaanse voorbeelden liet beïnvloeden. Aan de kanselkuip worden de evangelisten uitgebeeld. Het klankbord is met cartouches en gevleugelde engelenkoppen versierd. Het beeld van de triomferende Christus vormt de bekroning van het klankbord.

#### Doopvont
Het bronzen doopvont werd door de gemeente in 1646 aangeschaft. Het verving een in 1623 door de soldaten van graaf Van Mansfeld geroofd doopvont, die in Oost-Friesland tijdens de Dertigjarige Oorlog huishielden. Volgens het inschrift werd het door de Lotharingers Claudius Voillo en Gottfried Baulard uit brons gegoten.
De houten opbouw werd in 1665 door meester Hinrich Julfs uit Wittmund geleverd en wordt door meerminnen gedragen. Opvallend zijn de vrouwelijke torso's van de meerminnen en hun mannelijke hoofden. In het midden staat tussen de zuilen een beeld van Maria.
In de kerk hangen voorts nog een schilderij van de Intocht in Jeruzalem en een kleine reliëfsachtige voorstelling van de Zondeval. Beide worden op de 17e eeuw gedateerd.

## Orgel
Het huidige orgel gaat terug op een instrument van Hinrich Just Müller zurück, die in de jaren 1774-1776 een nieuw orgel met hoofdwerk (negen registers) en borstwerk (vier registers) plaatste. Van dit instrument is de orgelkas bewaard gebleven. Het rugpositief is slechts voor de sier, dat op een representatieve wijze in de borstwering van de galerij werd ingevoegd. De originele prospectpijpen hebben labia met kielbogen (een spitsboog die gelijkenis vertoont met de kiel van een schip) en dateren vermoedelijk uit de laatgotische tijd. In samenhang met de verplaatsing van het orgel van de oostelijke muur naar de westelijke galerij voegde de gebroeders Rohlfs een zelfstandig pedaal toe en veranderden ze de dispositie. De Firma P. Furtwängler & Hammer bouwde in de jaren 1908-1909 achter de historische orgelkas een nieuw orgel met nu 19 registers. Met instandhouding van de oude orgelkas en de oude pijpen werd in de jaren 1971-1973 door de gebroeders Hillebrand weer een nieuw instrument gebouwd, dat twee oudere registers in de nieuwbouw integreerde en zich met uitzondering van het borstwerk weer op het orgel van Müller oriënteerde.
| I Hoofdwerk C–d3 |               |      |   |
| 1.               | Principaal    | 8′   | M |
| 2.               | Quintade B/D  | 16′  | H |
| 3.               | Gedekt B/D    | 8′   | H |
| 4.               | Octaaf        | 4′   | F |
| 5.               | Gemshoorn     | 4′   | R |
| 6.               | Quint (Nasat) | 2/3′ | H |
| 7.               | Octaaf        | 2′   | H |
| 8.               | Mixtuur V–VI  |      | H |
| 9.               | Trompet B/D   | 8′   | H |

| Pedaal C–d1 |             |
|             | Aangehangen |

- Opmerkingen

M = Register van Hinrich Just Müller (1775 of ouder)
R = Register van de gebroeders Rohlfs (1870)
F = Register van Furtwängler & Hammer (1909)
H = Register van de gebroeders Hillebrand (1973)

## Overig
Vlak bij de kerk bevond zich van 21 oktober tot 22 december 1944 een buitenkamp van het concentratiekamp Neuengamme, dat gedeeltelijk op het terrein van de pastorietuin werd aangelegd. Binnen de twee maanden van het bestaan van het buitenkamp stierven er 188 geïnterneerden. Een monument herinnert aan de slachtoffers.